# Pepe Oriola

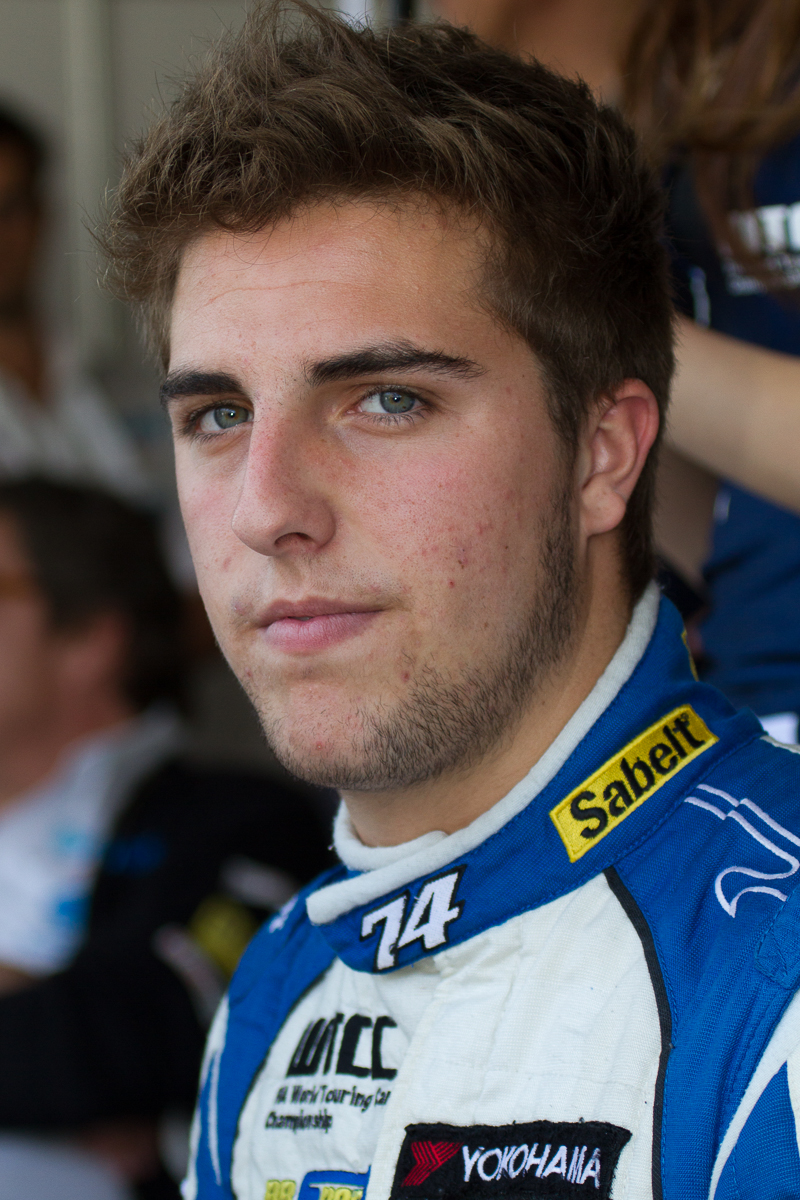
Pepe Oriola (2012)

Josep „Pepe“ Oriola Vila (* 9. Juli 1994 in Barcelona) ist ein spanischer Automobilrennfahrer. Er trat von 2011 bis 2014 in der Tourenwagen-Weltmeisterschaft (WTCC) an. 2015 fuhr er in der TCR International Series.

## Karriere
Oriola begann seine Motorsportkarriere 2004 im Kartsport. Im Alter von 15 Jahren wechselte er Ende 2009 in den Tourenwagensport. Er trat beim Saisonfinale der spanischen SEAT León Supercopa an und stand auf Anhieb auf dem Podium. 2010 blieb er im spanischen SEAT León Supercopa und beendete die Saison auf dem vierten Gesamtrang. Zusätzlich nahm er für Monlau-Competicion am SEAT León Eurocup teil. Beim Rennen in Brands Hatch, bei dem sein Teamkollege Francisco Carvalho einen schweren Unfall unverletzt überstand, gewann er sein erstes Rennen in dieser Meisterschaft. Beim Saisonfinale entschied er zwei weitere Rennen für sich und wurde schließlich Vierter in der Gesamtwertung.
2011 wechselte Oriola in die Tourenwagen-Weltmeisterschaft (WTCC) und ging für Sunred Engineering in einem SEAT León an den Start. Mit einem Alter von 16 Jahren, 8 Monaten und 11 Tagen wurde er bei seinem Debüt der bisher jüngste WTCC-Pilot. Mit zwei achten Plätzen als beste Resultate beendete er die Saison auf dem 18. Gesamtrang. Darüber hinaus wurde er Zweiter beim European Touring Car Cup. 2012 blieb Oriola in der WTCC und startete für das Tuenti Racing Team. Bereits in seinem ersten Rennen erzielte er mit einem sechsten Platz seine bis dahin beste Platzierung. Im weiteren Verlauf der Saison erreichte er mit zweiten Plätzen in Portimão und Suzuka seine ersten Podest-Platzierungen. In der Weltmeisterschaft verbesserte er sich auf den achten Platz. 2013 ging Oriola erneut für Tuenti an den Start. Beim vierten Saisonrennen in Marrakesch gelang ihm sein erster Sieg. In der Fahrerwertung lag er am Saisonende mit drei weiteren Podest-Platzierungen auf dem neunten Platz. In der Tourenwagen-Weltmeisterschaft 2014 war Oriola ohne festes Cockpit. Bei Campos Racing erhielt er als Verletzungsvertretung für Dušan Borković ein Cockpit für die letzte Veranstaltung in Macau in einem TC1-Auto. Ursprünglich sollte er für Campos zu diesem Rennen mit einem TC2-Fahrzeug starten. Oriola verunfallte im Qualifying. Während er unverletzt blieb, wurde sein Fahrzeug so sehr beschädigt, dass er nicht mehr am Rennen teilnehmen konnte.
2015 wechselte Oriola zum Team Craft-Bamboo LUKOIL in die TCR International Series. Bei der ersten Veranstaltung in Sepang beendete er beide Rennen auf dem zweiten Platz. In Valencia gewann er ein Rennen. Insgesamt erzielte er zwei Siege und weitere zehn Podest-Platzierungen. Mit 312 zu 342 Punkten unterlag er am Saisonende Stefano Comini und wurde Gesamtzweiter.

## Statistik

### Karrierestationen
| - 2004–2008: Kartsport - 2009: Spanische SEAT León Supercopa - 2010: SEAT León Eurocup (Platz 4) | - 2010: Spanische SEAT León Supercopa (Platz 4) - 2011: WTCC (Platz 18) - 2012: WTCC (Platz 8) | - 2013: WTCC (Platz 9) - 2014: WTCC - 2015: TCR International Series (Platz 2) |

### Einzelergebnisse in der TCR International Series
| Jahr | Team                     | 1   | 2   | 3    | 4   | 5   | 6   | 7    | 8   | 9   | 10  | 11  | 12  | 13  | 14  | 15  | 16  | 17  | 18  | 19  | 20  | 21  | 22  | Punkte | Rang |
| ---- | ------------------------ | --- | --- | ---- | --- | --- | --- | ---- | --- | --- | --- | --- | --- | --- | --- | --- | --- | --- | --- | --- | --- | --- | --- | ------ | ---- |
| 2015 | Team Craft-Bamboo LUKOIL | SEP | SEP | SHA  | SHA | VAL | VAL | POR  | POR | MNZ | MNZ | SAL | SAL | SOC | SOC | SPI | SPI | SIN | SIN | BUR | BUR | MAC | MAC | 312    | 2.   |
| 2015 | Team Craft-Bamboo LUKOIL | 2   | 2   | DNF5 | 4   | 1   | 5   | DNF3 | 4   | 23  | DNF | 64  | 2   | 23  | 2   | 3   | 2   | 45  | 3   | 12  | 3   | 45  | 9*  | 312    | 2.   |